# Danaher Corporation
Die Danaher Corporation ist ein transnationaler Mischkonzern aus den Vereinigten Staaten, der an der New Yorker Börse und im S&P 100 unter dem Börsensymbol DHR gelistet ist. Der Hauptsitz des Unternehmens befindet sich in Washington, D.C.
Das Unternehmen wurde 1969 unter dem Namen DMG, Inc. gegründet. Im Jahre 1978 wurde das Unternehmen in Diversified Mortgage Investors, Inc. umbenannt, 1984 schließlich in Danaher Corporation.

## Geschäftsfelder
Danaher ist in Deutschland vor allem durch das Aufkaufen der deutschen Unternehmen Kavo Dental und Leica Microsystems bekannt geworden. Weltweit beschäftigen die Tochtergesellschaften der Danaher Corporation über 71.000 Mitarbeiter, davon mehr als 8.000 in Deutschland. Die Tätigkeiten des Konzerns konzentrieren sich im Bereich Business-to-Business.
Zum Konzern gehören mehr als 400 Unternehmen, von denen die meisten in den USA und Europa angesiedelt sind. Auswahl: Beckman Coulter, Hach Lange, Esko-Graphics, Laetus, Nobel Biocare, Ott Hydromet, Pall Corporation, Videojet Technologies, X-Rite und ALLTEC.

## Geschichte
Am 2. Juli 2016 führte Danaher einen Spin-off des Test&Measurement-Segments, des Industrial-Technologies-Segments und der Retail/Commercial-Petroleum-Plattform durch. Darunter befanden sich Unternehmen wie Matco Tools, AMMCO-COATS und Fluke Corporation. Dadurch entstand die neue Firma Fortive Corporation.
Zum 31. März 2020 übernahm Danaher General Electric Healthcare Life Science für 21,4 Milliarden US-Dollar. Die Firma, welche Geräte für die pharmazeutische Forschung und die Herstellung von Arzneimitteln herstellt, wurde in Cytiva umbenannt.
Im August 2023 hat Danaher ein Übernahmeangebot für den Rivalen Abcam abgegeben. Dieses bewertet Abcam inklusive Schulden mit insgesamt 5,7 Mrd. US-Dollar.
Anfang Oktober wurde die Veralto Corporation abgespalten.

### Ehemalige CEOs
- George M. Sherman, 1990–2001
- H. Lawrence Culp, 2001–2014
- Thomas P. Joyce, 2014–2020[14]
- Rainer M. Blair, 2020–

## Kritik am Danaher Business System
Bei übernommenen Unternehmen versucht das Danaher Business System, die Rendite durch konsequente Anwendung von Kaizen-Methoden zu maximieren. Die Zeit hält fest: „Die traditionelle [deutsche] Konsenskultur in den Betrieben ist ihnen vollkommen egal“.